# 南越谷
南越谷（みなみこしがや）は、埼玉県越谷市の町丁。現行行政地名は南越谷一丁目から南越谷五丁目。南越谷一丁目の一部と南越谷二丁目・三丁目は住居表示実施地区、南越谷一丁目の一部と南越谷四丁目・五丁目は住居表示未実施地区。郵便番号は343-0845。

## 地理
埼玉県の東部地域で、越谷市中南部に位置し、北で元柳田町、北東で瓦曽根、東で西方、南東で登戸町、南で蒲生旭町・蒲生茜町、西で七左町、北西で赤山町と隣接する。東日本旅客鉄道（JR東日本）武蔵野線南越谷駅と東武伊勢崎線（東武スカイツリーライン）新越谷駅の南東側を除く市街地を中心としており、これらの駅周辺の略称として「新越（しんこし）」「南越（なんこし）」と呼称される。
埼玉県東南部の中でも武蔵野線と東武伊勢崎線が利用できる交通の便の良さから、駅周辺の施設が充実している。特に商業施設の数が多く、新越谷駅には駅ビルが内接されている。

## 歴史

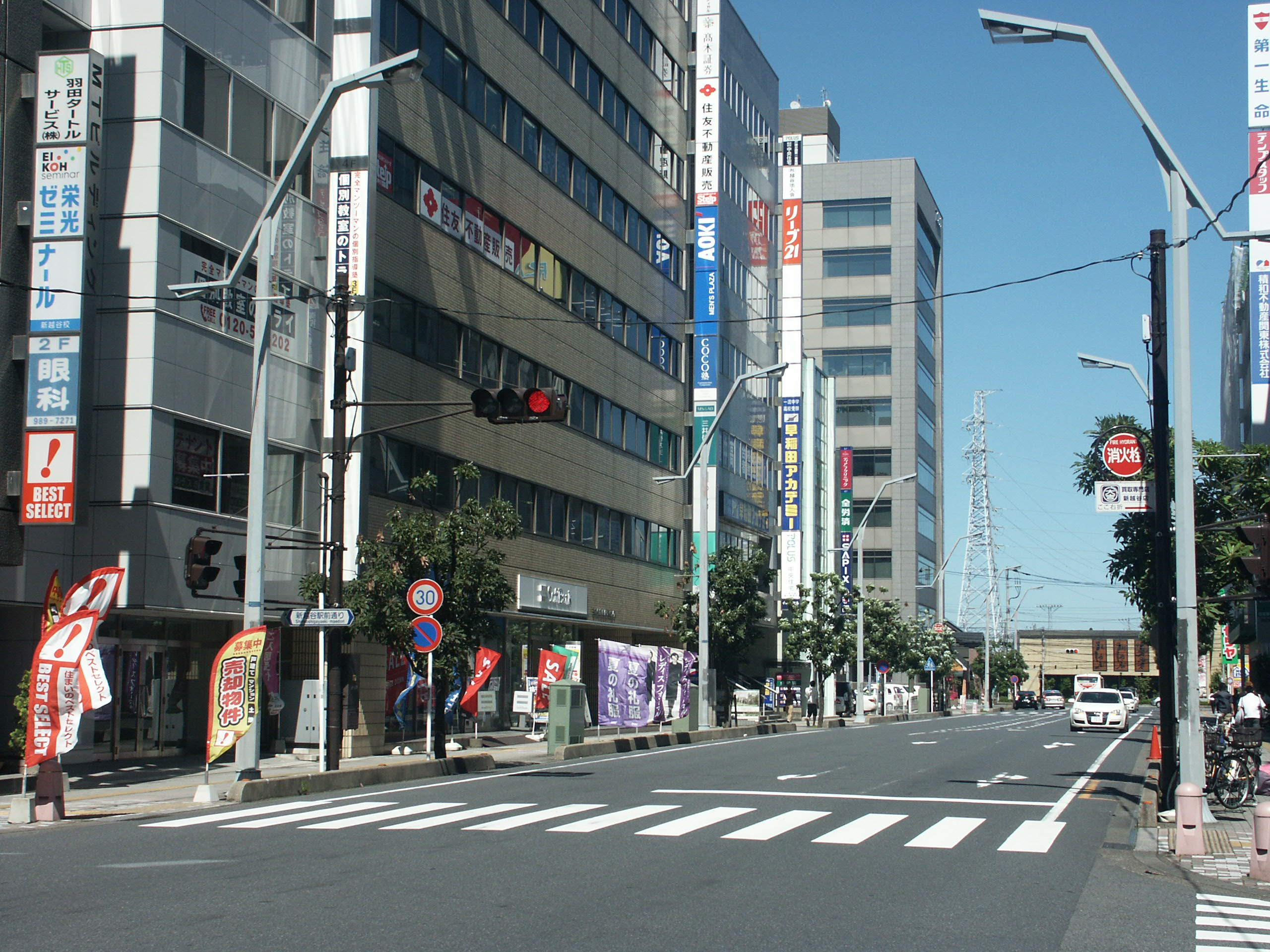
新越谷駅前通り（南越谷駅へも行くことができる）

南越谷および新越谷両駅の開業以前、越谷市の中心市街地は越谷駅周辺であり、南越谷の周囲はのどかな田園地帯であった。1970年代前半に南越谷駅、新越谷駅が開業すると市の中心部として急激に栄え、矢継ぎ早に多くの施設が建設された。1985年度には、新越谷駅の乗降客数が越谷駅のそれを上回ることとなった。

### 沿革
- 1967年（昭和42年）11月1日 - 大字蒲生、大字登戸、大字瓦曽根、大字西方の各一部から南越谷一丁目 - 三丁目が成立[4]。
- 1968年（昭和43年）4月1日 - 地内に越谷市立南越谷小学校が開校。
- 1973年（昭和48年）4月1日 - 日本国有鉄道（国鉄）武蔵野線府中本町駅 - 新松戸駅間が開通。地内に南越谷駅が開業。
- 1974年（昭和49年）7月23日 - 地内に東武伊勢崎線新越谷駅が開業。
- 1979年（昭和54年）
  - 6月15日 - 地内にダイエー南越谷店が開店。
  - 8月 - 地内に「越谷サンシティ（越谷コミュニティセンター）」が開館。
- 1980年（昭和55年）9月1日 - 大字登戸、大字瓦曽根、大字蒲生の一部から南越谷四丁目・五丁目が成立[5]。
- 1984年（昭和59年）6月21日 - 地内に獨協医科大学越谷病院（現・獨協医科大学埼玉医療センター）が開院。
- 1985年（昭和60年）8月24日 - 第1回南越谷阿波踊りが地内で開催。
- 1994年（平成6年）11月 - 東武伊勢崎線が武蔵野線の高架をまたぐ形で高架化。地区内の踏切を除却。
- 1995年（平成7年）11月 - 地内に複合商業施設「南越谷OPA」が開店。
- 1996年（平成8年）
  - 10月1日 - 南部図書室を越谷サンシティ内に開設。
  - 12月 - 地内に複合商業施設「コアーズビル」が落成する[6]。
- 1998年（平成10年）3月26日 - 地内に東武鉄道の駅ビル「新越谷ヴァリエ」が開店。
- 2002年（平成14年）11月 - 地内に南越谷公民館「パレット」が開館。
- 2010年（平成22年）1月31日 - 南越谷OPAが閉店。
- 2011年（平成23年）4月 - 浜友観光（現・浜友A.L.）が南越谷OPAを居抜きで改装して複合商業施設「楽園タウン南越谷」が開店（2015年4月15日に南越谷ラクーンに改称）。

### 地名の由来
地名は、先に開業した日本国有鉄道の駅名から取った。

### 文化
年中行事として「南越谷阿波踊り」が開催されている。1985年に、地元事業家（ポラスグループの創業者中内俊三）の提唱で始まったこの祭りは、2009年に開催25周年を迎えた。南越谷阿波踊りでは阿波踊り発祥の地徳島からも連を迎えている。

## 駅周辺の整備構想
越谷市は、2019年から「にぎわい創出懇談会」を設置し、老朽化が進むサンシティの建て替えを軸とした南越谷駅周辺の整備事業の検討を進めている。2020年1月には、都市整備構想のキャッチコピーを「官能都市」とすることを発表したが、パブリックコメントを通じて性的な印象があるとの否定的な意見が相次ぎ否定された（なお、官能を性的感覚と置き換えることは俗用にすぎない）。

## 世帯数と人口
2018年（平成30年）3月1日時点の世帯数と人口は、以下のとおりである。
| 丁目         | 世帯数    | 人口     |
| ------------ | --------- | -------- |
| 南越谷一丁目 | 1,985世帯 | 3,965人  |
| 南越谷二丁目 | 796世帯   | 1,868人  |
| 南越谷三丁目 | 1,054世帯 | 2,193人  |
| 南越谷四丁目 | 1,507世帯 | 2,849人  |
| 南越谷五丁目 | 1,352世帯 | 2,758人  |
| 計           | 6,694世帯 | 13,633人 |

## 小・中学校の学区
市立小・中学校に通う場合、学区（校区）は以下のとおりとなる。
| 丁目         | 区域   | 小学校               | 中学校               |
| ------------ | ------ | -------------------- | -------------------- |
| 南越谷一丁目 | 1 - 10 | 越谷市立蒲生小学校   | 越谷市立光陽中学校   |
| 南越谷一丁目 | その他 | 越谷市立南越谷小学校 | 越谷市立富士中学校   |
| 南越谷二丁目 | 1 - 5  | 越谷市立南越谷小学校 | 越谷市立富士中学校   |
| 南越谷二丁目 | その他 | 越谷市立西方小学校   | 越谷市立大相模中学校 |
| 南越谷三丁目 | 全域   | 越谷市立南越谷小学校 | 越谷市立富士中学校   |
| 南越谷四丁目 | 全域   | 越谷市立南越谷小学校 | 越谷市立富士中学校   |
| 南越谷五丁目 | 全域   | 越谷市立南越谷小学校 | 越谷市立富士中学校   |

## 交通

### 鉄道
- 東日本旅客鉄道（JR東日本）武蔵野線：南越谷駅
- 東武伊勢崎線（東武スカイツリーライン）：新越谷駅

駅名は異なるが両駅は隣接しており、徒歩連絡が可能である。南越谷駅南口ロータリーと新越谷駅東口ロータリーは共用している。このほか地内には、旅客駅ではないが、日本貨物鉄道（JR貨物）の貨物駅の越谷貨物ターミナル駅がある。

### バス
新越谷駅・南越谷駅周辺には、下記の4つのバス停留所があり、行先や運行会社によって発着場所・名称がそれぞれ異なる。
- 南越谷駅南口 - 南越谷駅南口（新越谷駅東口）ロータリー・ヴァリエ付近。
- 南越谷駅北口 - 南越谷駅自由通路北側付近。
- 新越谷駅西口 - 新越谷駅西口ロータリー・ヴァリエ付近及びロータリー内。
- 新越谷駅東口 - 南越谷駅南口バス停と共用。東武バスとグローバル交通のバスがこの名称を用いる。
- 新越谷駅前 - 南越谷駅南口バス停と共用していた。東北急行バスの高速バス、レインボー号のみこの名称を用いていたが、2014年5月15日のダイヤ改正で廃止された。

### 主要道路
- 埼玉県道49号足立越谷線（旧国道4号、日光街道）

## 公園
下記以外に地内に無名の小公園がいくつかある。
- 南越谷第一公園
- 南越谷第二公園
- 野球場前公園
- ふみきり公園 - 伊勢崎線の高架下に立地
- カンナ公園
- 駅前公園
- 葛葉公園
- 南越谷三丁目なかよし広場

## 施設
南越谷駅・新越谷駅周辺の詳細については
公共
- 越谷警察署南越谷駅前交番
- 南越谷地区センター・公民館「パレット」
- 南団地自治会集会所
- 越谷市南越谷交流館
- 越谷市南部浄水場
  - 越谷第一ポンプ場

教育
- 越谷市立南越谷小学校
- 越谷わかば幼稚園

医療

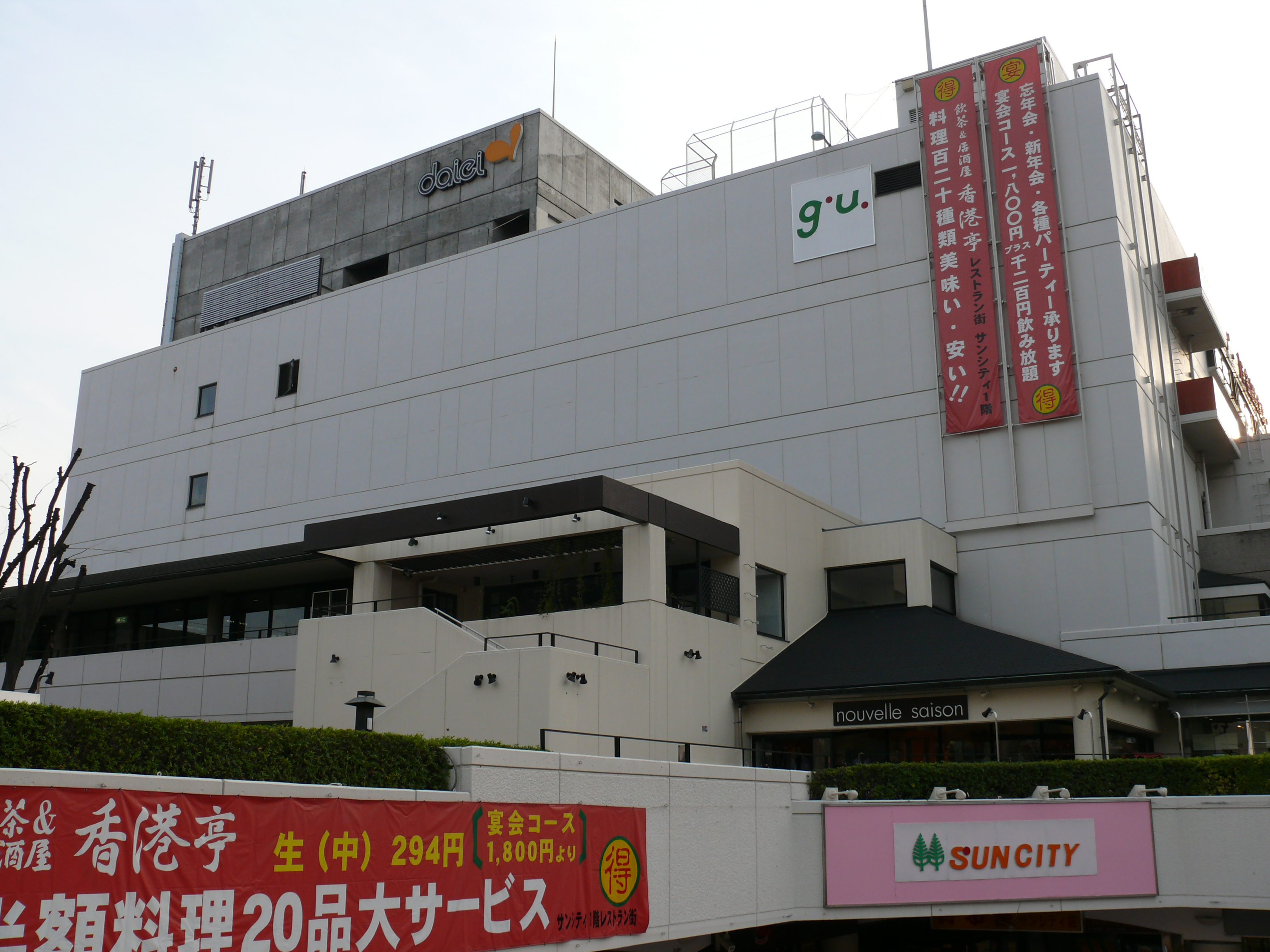
越谷コミュニティプラザ（イオン南越谷店）

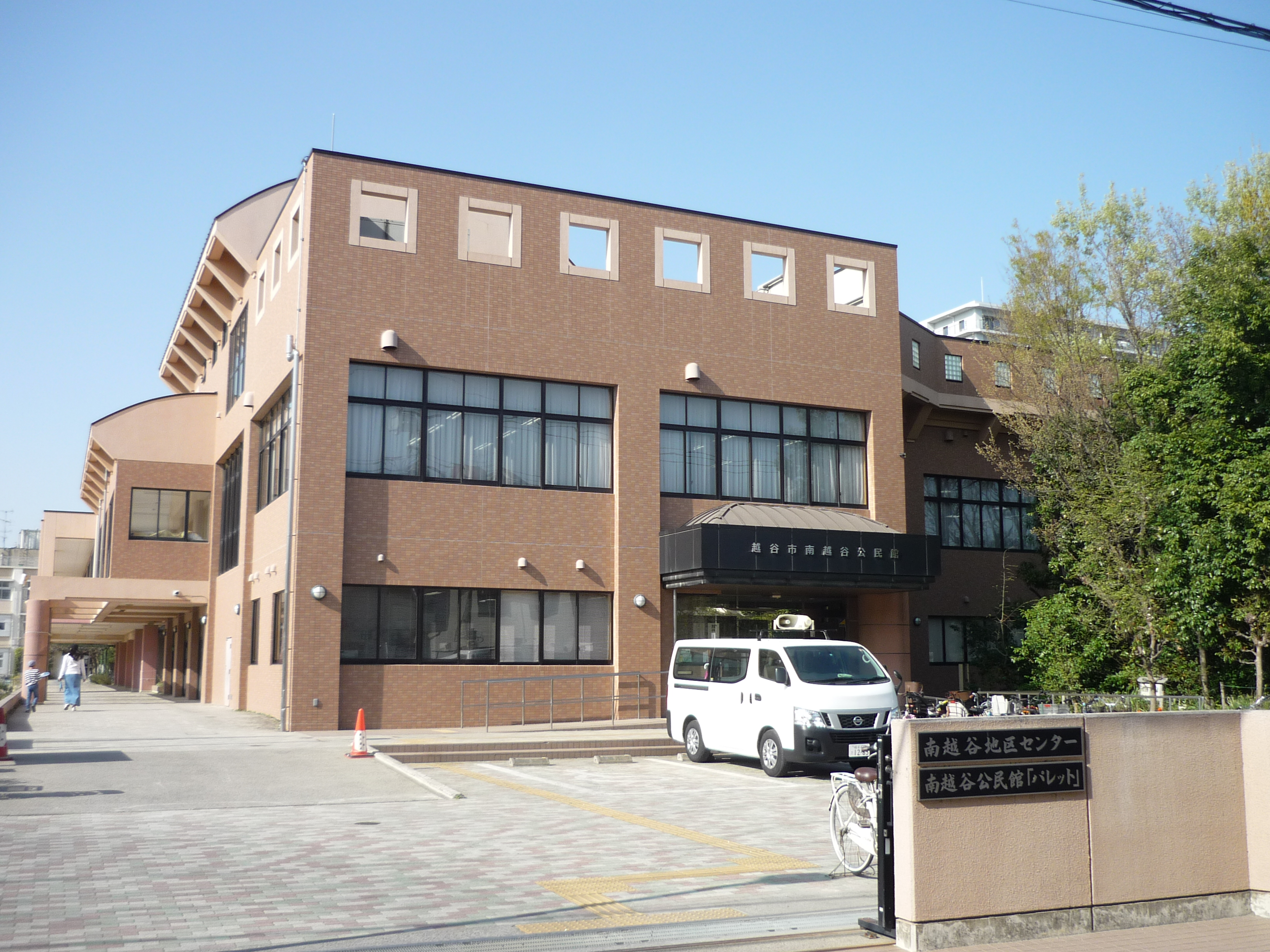
南越谷地区センター・公民館「パレット」

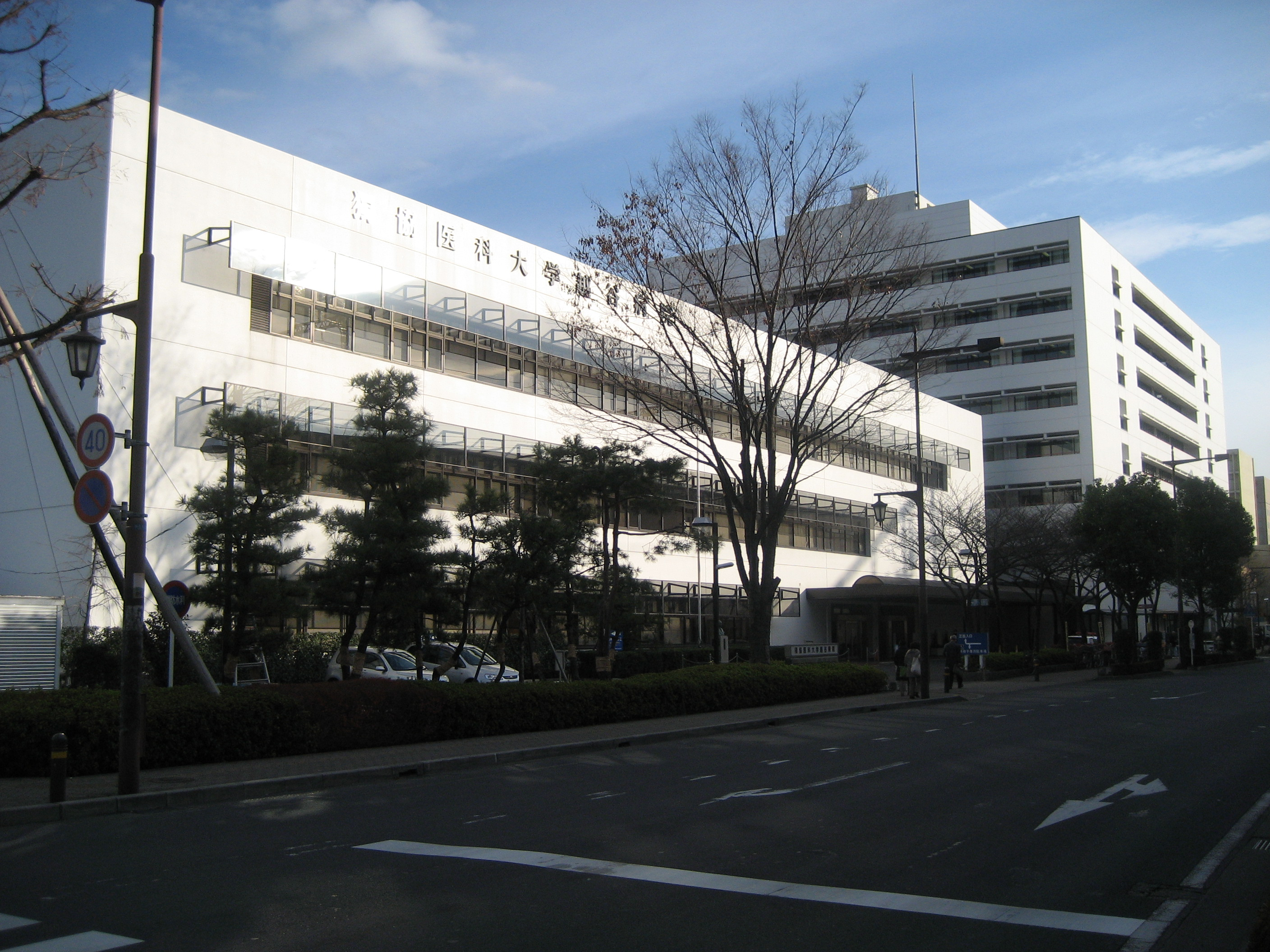
獨協医科大学埼玉医療センター

- 獨協医科大学埼玉医療センター（旧：獨協医科大学越谷病院）

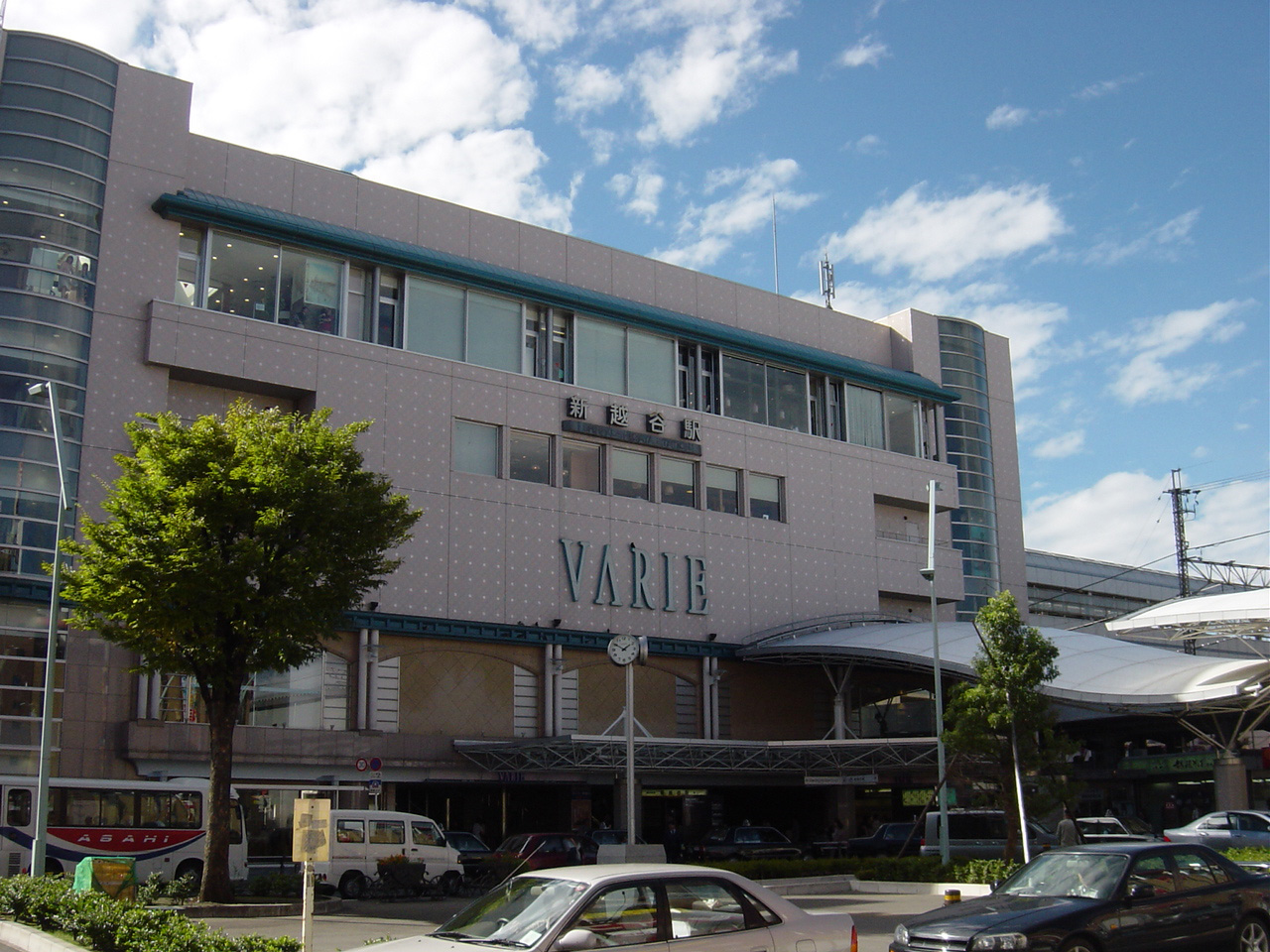
ヴァリエ（新越谷駅東口）

- 南越谷病院

複合施設
- 越谷コミュニティセンターサンシティ
  - 越谷市役所南部出張所
  - 南部図書室
  - イオン南越谷店
  - サンシティホール

商業
- ポラス本社
- ヴァリエ（新越谷駅ビル）
- 南越谷ラクーン - 元、南越谷OPA
- コアーズビル[9]